# Romy van der Burgh
Romy van der Burgh (1994) is een Nederlandse schrijver en onderzoekjournalist. Voor onderzoeksplatform Investico doet ze sinds 2020 onderzoek naar georganiseerde misdaad, financiële criminaliteit, lobby's, politiek en justitie. 
Tijdens haar studie filosofie aan de Universiteit van Amsterdam focuste ze zich op politieke filosofie en genderstudies.
Voor De Groene Amsterdammer schreef ze over vervuiling in de agrarische sector en voor OneWorld over de beeldvorming rondom gender in medisch onderzoek. Voor onderzoeksplatform  schreef Van der Burgh over belastingontwijking door Nederlandse bloemenkwekerijen in Kenia.
In 2022 maakte ze deel uit van het internationale team dat onderzoek deed naar de Uber Files. 

## Erkenning
Nadat ze enkele malen was genomineerd voor De Loep (2020, 2021) en voor De Tegel (2021) werd het onderzoek van het team dat onderzoek deed naar de Nederlandse anti-abortuslobby in 2021 bekroond met een Loep.
Samen met Anouk Kootstra, Belia Heilbron, Jeanine Duijst en Salwa van der Gaag deed ze onderzoek naar de vraag: Bestaat klassenjustitie in Nederland? Hun Klassenjustitie in Nederland: lager op de ladder, zwaarder gestraft dat gemaakt werd voor De Groene Amsterdammer, NOS op 3 en Investico werd bekroond met de Loep 2024 in de categorie ‘Signalerend’. 

## Prijzen
- 2024 - De Loep
- 2021 - De Loep - ASN Aanmoedigingsprijs